# Yttrotungstite-(Ce)
La yttrotungstite-(Ce) è un minerale il cui nome deriva dal suo contenuto di ittrio e tungsteno.

## Morfologia
L'yttrotungstite-(Ce) si presenta come cristalli lamellari paralleli o a raggiera.